# Plecoptera major
Plecoptera major är en fjärilsart som beskrevs av Holland 1894. Plecoptera major ingår i släktet Plecoptera och familjen nattflyn. Inga underarter finns listade i Catalogue of Life.